# Il Capitano
Il Capitano är en svensk-tysk-finländsk-dansk dramafilm från 1991, regisserad av Jan Troell. Filmen är en skildring av Åmselemorden från 1988, men brottslingarna som på riktigt hette Juha Valjakkala och Marita Routalammi heter i filmen Jari och Minna. Jari spelas av Antti Reini och Minna spelas av Maria Heiskanen. Filmen är ganska fåordig med dialog på finska och svenska.

## Handling
Filmen har nio kapitel med följande rubriker: Småtjuven, Drömmen, Separation, Resan, Sandkornen, Kortleken, Kaninerna, Flykten och Rekonstruktion. Filmen inleds med att Minna förhörs av polis och frågas om varför Jari sköt, om hon var rädd för honom, om de alltid sov i bilen samt hur de träffades. Därefter visas en skylt med den första kapitelrubriken.
Småtjuven
Minna väntar på en buss när Jari kommer och närmast tvingar henne att följa med i hans bil. De åker hem till Jari. Minna tittar i en pärm medan Jari spelar på en gitarr. På pärmen står det skrivet Il Capitano och Jari säger att det är hans band.
Polisen hörs läsa högt ur Jaris brottsregister. Handlingen flyttas därefter till en dag i skolan flera år tidigare. Läraren delar ut klasskort, men när Jari upptäcker att han delvis är skymd på kortet kräver han pengarna tillbaka. Därefter stjäl han en bil och blir jagad och tillfångatagen av polis.
Drömmen
Polisen frågar Minna om vad de gjorde i Köpenhamn samt om en abort. Jari tycker att de ska fortsätta till Amsterdam, men Minna säger att hon inte orkar. Hon berättar att hon är gravid och Jari skriker "Vem fan har bett dig att bli på smällen? Jag är kapten. Du är soldat."
Separation
Minna är på besök hos Jari i fängelse och han uttrycker missnöje över att hon inte har skrivit till honom. Minna har fått en egen bostad och Jari säger "Jag vet att du inte bor ensam". Jari har lämnat fängelset och kommer hem till Minna. Han ber henne packa sina saker och säger att de ska åka till Amsterdam.
Resan
Jari och Minna reser runt i bil och Jari stjäl vad de behöver. Vid ett villainbrott hittar han ett dubbelpipigt hagelgevär i ett skåp.
Sandkornen
Jari sågar av piporna på geväret och provskjuter det. Han knyter den ena änden av ett snöre om en flaska och den andra om avtryckaren på geväret. Därefter fyller han flaskan med sand. Den hinner nästan bli full innan skottet går av.
Kortleken
Många människor har samlats i ett hus vid landsvägen för att dansa. Jari och Minna beger sig dit för att få något att äta. De dansar. Därefter flyttas handlingen till polisförhöret med Minna. Polisen säger att den mördade 15-åringen skrivit i sin dagbok att han var på dansen. Polisen frågar om Minna sett honom och hon svarar "Det var så mycket folk".
Jari stannar bilen mitt i natten. Minna förklarar att hon vill åka hem och Jari säger att hon bestämmer och håller fram en kortlek. Färgen på korten bestämmer vägen. De parkerar bilen avskilt. Jari laddar sitt gevär och tar det med sig i en kasse. De går längs landsvägen och Jari hittar en cykel som han tar. Minna säger att någon såg dem, en bil följer efter dem. Jari säger åt henne att springa till deras bil. Två skott hörs och därefter ses Jari jaga någon. När Minna återser honom tvättar han en blodig kniv i en bäck.
Kaninerna
Jari häller bensin över bilen och tänder eld. Minna skriker att två kaniner är kvar i bilen, men det är för sent att rädda dem. Jari och Minna går längs en väg och erbjuds lift. På radion hörs nyheten att två finländska medborgare har anhållits i sin frånvaro för tre mord. Jari och Minna kan läsa om sig själva i tidningarna.
Flykten
Paret jagas med polishelikopter, men lyckas hålla sig gömda ända till Danmark, där de grips på en järnvägsstation.
Rekonstruktion
Polisen rekonstruerar morden och Jari påstår då att det är Minna som har begått dem. Därefter följer ett polisförhör med Minna. Filmen avslutas med följande text: "Natten till den 3 juli 1988 mördades på en kyrkogård i en by i Västerbotten tre oskyldiga människor: man, hustru och deras femtonårige son. Därför denna film."

## Rollista
- Maria Heiskanen – Minna
- Antti Reini – Jari
- Berto Marklund – polisen
- Antti Vierikko – Jari, 13 år
- Harri Mallenius – läraren
- Marjut Dahlström – lärarinnan
- Eva Stellby – obducenten
- Matti Dahlberg – fadern
- Christina Frambäck – prästen
- Ingemar Böcker
- Elisabeth Douglas
- Jenny Enqvist
- Lars Fransson
- Kalle Ropponen
- Tomas Zolantin
- Aimo Vehkaperä
- Kimmo Rajala – stuntman
- Arto Nyqvist – stuntman

## Produktionen
Il Capitano bygger på Åmselemorden som inträffade sommaren 1988, där Juha Valjakkala med hjälp av sin flickvän Marita Routalammi mördade två makar och deras son. I augusti 1988 kom regissören Jan Troell till Umeå för att följa rättegången och berättade då för TT att han hade lösa planer på att göra en film av händelsen. Detta utlöste en proteststorm där anhöriga och vänner till mordoffren och ortsbor försökte stoppa filmen. Protesterna ledde till att Troell skrev ett öppet brev där han förklarade sina bevekelsegrunder. De massiva protesterna fick dock Troell att tveka och 1989 förekom pressuppgifter om att filmprojektet var nedlagt. Så skulle inte bli fallet.
Filmen var Troells första spelfilm sedan 1982 års Ingenjör Andrées luftfärd. Därefter hade han gjort dokumentärfilmen Sagolandet (1988). Inspelningen av Il Capitano påbörjades 1990 efter ett manus av Per Olov Enquist, Troell och Göran Setterberg. Som vanligt stod Troell själv för såväl A-foto som klippning. Musiken komponerades av Lars Åkerlund och Sebastian Öberg.
Den 11 oktober 1991, en månad innan premiären, sa Troell följande i Aftonbladet: "Jag kan bara säga att jag är övertygad om att den debatt om filmen som varit hittills kommer att tystna, när filmen har haft premiär. Något annat vill jag inte prata om innan premiären, säger Jan Troell." Premiären ägde rum 15 november 1991 på biograf Sandrew i Göteborg, Metropol i Malmö och Sandrew i Stockholm. I Finland hade filmen premiär den 6 december på biograf Andorra i Helsingfors.

## Mottagande
I Sverige fick filmen ett blandat mottagande. Sydsvenska Dagbladets recensent Jan Aghed menade att filmen har ett "makalöst bildberättande" och att Troell har en "särställning som visuell diktare i sin samtids skandinaviska film". Han berömde vidare de två huvudrollsinnehavarnas skådespelarinsatser. I Göteborgs-Posten skrev Monika Tunbäck-Hanson att "Filmen spelar på flera nivåer, ibland med en nästan kollageartad teknik." Hon avslutade "Jan Troell är unik i sin jakt på samtidens anda."
Desto mer negativ var Aftonbladets Jan-Olov Andersson, som skrev: "Filmens främsta brist är att den bakgrund vi får av Jaris och Minnas liv känns ytlig." Andersson påpekade också att Enquist och Troell i sitt manus gått offrens anhöriga och vänner till mötes och att detta till viss del blivit en "konstnärlig tvångströja". Som exempel gav han scenerna när morden sker: "styrkan i scenerna minskar tveklöst när offren inte har några ansikten". Andersson kritiserade även musiken, men berömde fotot och bildkompositionerna.

### Priser och utmärkelser
| År   | Pris                                                          | Kommentarer |
| ---- | ------------------------------------------------------------- | --- |
| 1991 | Svenska Filmkritikerförbundets pris                           | |
| 1991 | Nöjesguidens Stockholmspris                                   | |
| 1992 | Guldbaggen för bästa film (till producenten Göran Setterberg) | Antti Reini var även nominerad för bästa skådespelare, Troell för bästa foto och Per Olov Enquist för bästa manus |
| 1992 | Silverbjörnen vid Berlins filmfestival                        | |
| 1992 | Amandaprisen                                                  | Årets utländska spelfilm                                                                                          |
| 1992 | Golden Hugo                                                   | Skådespelarpriset till Maria Heiskanen                                                                            |
| 1993 | Festivalpris i Brygge                                         | Pris för bästa regi till Jan Troell och för bästa skådespelare till Antti Reini                                   |